# 頂市酥
頂市酥，俗称“红纸包”或“红包糖”，是中國安徽省徽州府的一種小吃，屬於麻酥糖的一種。据说从南宋时就有了，到明清时就很有名气了。現時成為了當地旅遊的知名伴手禮。

## 成份
- 去殼白芝麻仁、白砂糖、精麵粉和飴糖